# Alexandre II de Constantinople
Ne doit pas être confondu avec Alexandre de Constantinople.
Pour les articles homonymes, voir Alexandre II.
Alexandre II de Constantinople ou Biwzandac‘i (en arménien Ալեքսանդր Բ Բյուզանդացի ) est catholicos de l'Église apostolique arménienne de 1753 à 1755.

## Biographie
Alexandre Karakaschian, né à Constantinople, est élu Catholicos en 1753, et  consacré le 6 mars 1754.
Il décède après un peu plus d’un an de catholicossat en 1755, et Sahak de Keghi, qui avait déjà été pressenti comme Catholicos en 1748 après la déposition de Lazare Ier de Djahouk, est élu pour le remplacer.
Alexandre II est inhumé à Etchmiadzin près du portail ouest de la cathédrale, près de son homonyme Alexandre Ier de Djoulfa.

## Source
- Joseph Fr. Michaud et Louis Gabriel Michaud, Biographie universelle, ancienne et moderne, Paris, 1825, t. XXXIX, p. 502.